# 鷹番
鷹番（たかばん）は、東京都目黒区の地名。現行行政地名は鷹番一丁目から鷹番三丁目。住居表示実施済区域。

## 地理
目黒区の中央部に位置する。北辺は駒沢通りに接し、これを境に目黒区五本木に接する。東部は目黒区中央町に接する。南部は目黒通りに接し、これを境に目黒区目黒本町に接する。南西部は目黒区碑文谷に接する。西部は世田谷区下馬に接する。町域内を南北に東急東横線の線路が通っており、学芸大学駅が置かれている。町域内は駅周辺に商店などか見られるほかは、住宅地として利用される。鷹番一・二丁目のほとんどと中央町の一部で「鷹番1･2丁目町会」、鷹番三丁目は「三谷北町会」を構成する。

### 地価
住宅地の地価は、2025年（令和7年）1月1日の公示地価によれば、鷹番1-14-12の地点で118万円/m2となっている。

## 歴史
もと碑文谷村の字だった。1889年（明治22年）碑衾村大字碑文谷字鷹番になり、1927年（昭和2年）4月1日碑衾村が町制を施行して碑衾町大字碑文谷字鷹番になる。同年8月28日に東京横浜電鉄東横線（現：東京急行電鉄東横線）の碑文谷駅（現：学芸大学駅）が出来、以降市街化が進んだ。1932年（昭和7年）9月10日碑衾町の大字鷹番となり、同年10月1日に東京市に編入されて目黒区鷹番町、1966年（昭和41年）三谷町などと合わせて鷹番一～三丁目が成立した。

### 地名の由来
江戸時代、この地に鷹番屋敷が設置されていたことに由来するといわれる。「鷹場」あるいは「鷹場前」の転訛とする説もある。

## 世帯数と人口
2025年（令和7年）3月1日現在（目黒区発表）の世帯数と人口は以下の通りである。
| 丁目       | 世帯数    | 人口    |
| ---------- | --------- | ------- |
| 鷹番一丁目 | 1,478世帯 | 2,473人 |
| 鷹番二丁目 | 1,949世帯 | 3,011人 |
| 鷹番三丁目 | 2,115世帯 | 3,077人 |
| 計         | 5,542世帯 | 8,561人 |

### 人口の変遷
国勢調査による人口の推移。
| 年                 | 人口  |
| ------------------ | ----- |
| 1995年（平成7年）  | 8,168 |
| 2000年（平成12年） | 8,108 |
| 2005年（平成17年） | 8,646 |
| 2010年（平成22年） | 9,135 |
| 2015年（平成27年） | 8,898 |
| 2020年（令和2年）  | 9,141 |

### 世帯数の変遷
国勢調査による世帯数の推移。
| 年                 | 世帯数 |
| ------------------ | ------ |
| 1995年（平成7年）  | 4,235  |
| 2000年（平成12年） | 4,502  |
| 2005年（平成17年） | 4,840  |
| 2010年（平成22年） | 5,087  |
| 2015年（平成27年） | 5,256  |
| 2020年（令和2年）  | 5,666  |

## 学区
区立小・中学校に通う場合、学区は以下の通りとなる（2025年4月現在）。
- 区域 : 一丁目、二丁目、三丁目　各全域
  - 小学校 : 目黒区立鷹番小学校
  - 中学校 : 目黒区立目黒中央中学校

## 経済

### 事業所
2021年（令和3年）現在の経済センサス調査による事業所数と従業員数は以下の通りである。
| 丁目       | 事業所数  | 従業員数 |
| ---------- | --------- | -------- |
| 鷹番一丁目 | 79事業所  | 825人    |
| 鷹番二丁目 | 278事業所 | 2,079人  |
| 鷹番三丁目 | 492事業所 | 2,898人  |
| 計         | 849事業所 | 5,802人  |

#### 事業者数の変遷
経済センサスによる事業所数の推移。
| 年                 | 事業者数 |
| ------------------ | -------- |
| 2016年（平成28年） | 843      |
| 2021年（令和3年）  | 849      |

#### 従業員数の変遷
経済センサスによる従業員数の推移。
| 年                 | 従業員数 |
| ------------------ | -------- |
| 2016年（平成28年） | 5,662    |
| 2021年（令和3年）  | 5,802    |

### 産業
企業
- 東京三菱自動車販売本社
- プラプラックス

### 地主
鷹番の地主は、菅田慶治、区会議員の菅田重太郎などがいた。

## 交通
町域内に東急東横線の急行停車駅、学芸大学駅があり利用されている。また、目黒駅から町域内南部の目黒通りを走る路線バスも利用されている。

## 地域

### 公共機関
- 碑文谷警察署学芸大学駅前交番
- 目黒区鷹番住区センター

### 教育機関
- 目黒区立鷹番小学校

### 公園

#### 鷹番児童遊園
東京都目黒区鷹番2丁目9-6

#### 三谷児童遊園
東京都目黒区鷹番3丁目19-3

## 出身・ゆかりのある人物
- 小杉隆（衆議院議員、文部大臣）- 鷹番1丁目に居住していた[16]。

## その他

### 日本郵便
- 郵便番号 : 152-0004[3]（集配局 : 目黒郵便局[17]）。